# Nan Dieter-Conklin
Nan Dieter-Conklin (1926 - 16 de noviembre de 2014), también conocida como Nannielou Reier Hepburn Dieter Conklin, fue una radioastrónoma estadounidense.

## Biografía
Nannielou Reier nació en Springfield, Illinois, hija de Paul G. Reier. Asistió al Goucher College para estudiar matemáticas, pero un curso de astronomía impartido por Helen Dodson despertó su interés en esa materia. Dieter hizo prácticas de verano en el Observatorio Maria Mitchell, trabajando con Margaret Harwood. Completó sus estudios de doctorado en el Radcliffe College en 1958, utilizando sus propios datos de radioastronomía en su disertación sobre la galaxia M33. Su investigación involucró el radiotelescopio de Harvard, e hizo un curso de Harvard sobre estrellas variables de Cecilia Payne-Gaposchkin.

## Carrera
Después de la universidad, Nan Dieter trabajó para el Servicio Geodésico y Costero de los Estados Unidos. Fue contratada por el Laboratorio de Investigación Naval de los Estados Unidos cuando adquirió un radiotelescopio. Publicó investigaciones de radioastronomía sobre erupciones solares a partir de 1952, y se le atribuye ser "la primera mujer radioastrónoma estadounidense" en base a ese trabajo ( Ruby Payne-Scott, una australiana, es reconocida como la primera mujer radioastrónoma). Durante su trabajo de posgrado en Massachusetts, formó parte del personal de los Laboratorios de Investigación de la Fuerza Aérea de Cambridge en Hanscom Field. En 1965, después de completar su doctorado, se unió al personal del Laboratorio de Radioastronomía de la Universidad de California, Berkeley.
Dieter-Conklin se retiró de Berkeley por razones de salud en 1977, pero continuó investigando y publicando según sus posibilidades. Sus últimos artículos académicos, todos relacionados con la composición de las nubes interestelares, se publicaron en 2009, 2010 y 2014. También publicó una autobiografía, Two Paths to Heaven's Gate, en 2006.
Fue entrevistada y fotografiada junto con Vera Rubin y Paris Pişmiş como mujeres astrónomas que asistían a la conferencia de la Sociedad Astronómica Americana en Arizona en 1963. En 1964 ganó el primer Premio Patricia Kayes Glass, en el Simposio de Ciencia e Ingeniería de la Fuerza Aérea celebrado en la Base Aérea Brooks en Texas.

## Vida personal
Los logros profesionales de Conklin se destacan aún más dadas sus difíciles circunstancias personales. Procedente de un entorno familiar inestable. En una época en la que las mujeres constituían solo el 3% de los físicos y astrónomos, y se enfrentaban a una discriminación abierta y encubierta, Conklin se inspiró y desarrolló resiliencia en modelos a seguir como Helen Dodson y Cecilia Payne-Gaposchkin.
Nan Dieter-Conklin estuvo casada con W. Peters Hepburn Jr. de 1950 a 1953, y luego con su colega científico Carlisle L. Dieter. Tuvo dos hijas, nacidas en 1951 (Amy Hepburn) y en 1958 (Aleemna K. Wraye). Sin embargo, la relación con Dieter no duró mucho. A Conklin le diagnosticaron esclerosis múltiple alrededor de 1960 y se casó con su tercer marido, Garret Conklin, en 1968. Reconociendo los desafíos que su salud planteaba para su investigación, se jubiló anticipadamente de Berkeley en 1977. Enviudó en 2002 y falleció en Seattle en 2014, a los 88 años.